# (5631) Sekihokutouge
(5631) Sekihokutouge (1993 FE1) – planetoida z pasa głównego asteroid okrążająca Słońce w ciągu 3,57 lat w średniej odległości 2,33 j.a. Odkryta 20 marca 1993 roku.